# Karl Gesele

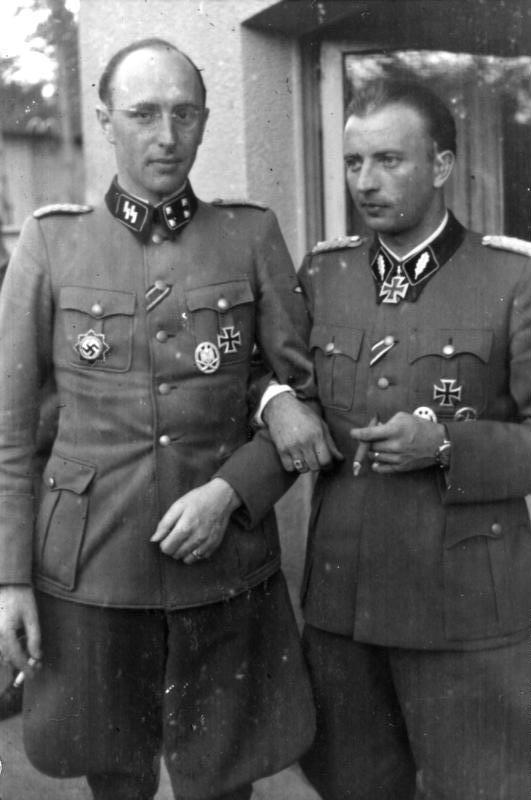
Karl Gesele (links) mit Hermann Fegelein (Russland 1942)

Karl Gesele (* 15. August 1912 in Riedlingen; † 8. April 1968 in Friedrichshafen) diente jahrelang in SS- und Waffen-SS-Einheiten, die Konzentrationslager bewachten und in Italien an Massakern an Zivilisten beteiligt waren. Er stieg von 1931 bis 1945 in einer kontinuierlichen Karriere in der SS und anschließend in der Waffen-SS bis zum SS-Standartenführer auf.

## Karriere
Gesele trat August 1931 der SS (SS-Nummer 10.596) und zum 1. November 1931 der NSDAP bei (Mitgliedsnummer 724.050).
Von August 1931 bis 1933 war Gesele bei den SS-Standarten, die ab 1934 mit der Bewachung der Konzentrationslager beauftragt waren und anschließend bis zum Oktober 1934 bei der Politischen Bereitschaft Württembergs, dem Vorläufer der Waffen-SS. Ab dem Oktober 1934 bis Dezember 1936 war er Zugführer bei der 9., 10. und 17. Kompanie der SS-Standarte Deutschland. Anschließend wurde er zum Adjutanten des Bataillonskommandeurs der 10. SS-Standarte Deutschland abkommandiert, die von Mai 1938 bis August 1940 seinem Kommando unterstand. Im Juni 1939 erfolgte seine Beförderung zum SS-Hauptsturmführer.
Vom August 1940 bis zum September 1941 war Gesele zu einer Ausbildung über militärische Taktik in der SS-Junkerschule Bad Tölz abgeordnet, einer Offiziersschule der Waffen-SS. Harzer selbst war Taktik-Ausbilder an der Waffen-SS-Unterführerschule Radolfzell am Bodensee (USR) beim 4. Reserve-Führer-Anwärter-Lehrgang 1941 (1. März 1941–31. Mai 1941). Ab September 1941 wurde er als Erster Generalstabsoffizier (Ia) der SS-Kavallerie-Brigade eingesetzt, die 1942 zur 8. SS-Kavallerie-Division erweitert wurde. Die SS-Kavallerie-Brigade war im Russlandfeldzug 1941 im Kommandostab Reichsführer SS maßgeblich an Terroraktionen gegen die Zivilbevölkerung in Belarus beteiligt. Der Kommandostab und die ihm unterstellten Truppen gelten als „Wegbereiter der Shoah“, die 1941 die Vernichtung der Juden in der Sowjetunion in Gang gesetzt hatte.
Wegen einer Erkrankung suspendierte man Gesele ab August 1942 vom Dienst und nach seiner Genesung kam es am 5. Oktober 1942 zur Ernennung zum Kommandeur des Begleit-Bataillons „Reichsführer-SS“. Das Bataillon wurde in der Folge auf die Größe einer Brigade aufgestockt und Februar 1943 in SS-Sturmbrigade Reichsführer-SS umbenannt. Am 21. Juni 1943 erfolgte seine Beförderung zum SS-Obersturmbannführer. Am 18. Oktober 1943 übernahm er das Kommando des SS-Panzer-Grenadier-Regiments 35, das der aus der SS-Sturmbrigade hervorgegangenen 16. SS-Panzergrenadier-Division „Reichsführer SS“ zugeteilt war. Diese Division war an zahlreichen Massakern in Italien beteiligt, darunter auch am Massaker von Marzabotto und führend am Massaker von Sant’Anna di Stazzema vom 12. August 1944. Die 16. SS-Panzergrenadier-Division wurde im Januar 1945 aus Italien abgezogen und nach Ungarn verlegt. Er war ab Januar Kommandeur der SS-Kavallerie-Schule Weende und vom März bis zum 8. Mai 1945 Kommandeur der 37. SS-Freiwilligen-Kavallerie-Division im Rang eines SS-Standartenführers.

## Auszeichnungen (Auswahl)
Gesele wurde mehrfach ausgezeichnet, unter anderem mit dem Ritterkreuz des Eisernen Kreuzes, dem Deutschen Kreuz in Gold und dem Eisernen Kreuz. Ferner trug er das allgemeine Sturmabzeichen in Silber. Ihm wurde der Totenkopfring der SS und der Ehrendegen des Reichsführers-SS verliehen.